# Стуока-Гуцявичюс, Лауринас
Лаури́нас Гуця́вичюс, Лавре́нтий (Вавжи́нец) Гуце́вич (лит. Laurynas Gucevičius, лит. Laurynas Stuoka-Gucevičius, пол. Wawrzyniec Gucewicz; 1753, с. Мигонис, (ныне - Купишкский район), Литва — 29 ноября (10 декабря) 1798, Вильно) — литовский архитектор, представитель классицизма.

## Биография
Крестьянского происхождения. Родился в семье Симонаса Масюлиса, как об этом свидетельствует запись при крещении babtisavi infantem n(omi)ne Laurentium patris Symoni Masulis et Matris Catharinae Masulowa de villa Migance, при этом соседи для того, чтобы отличать его отца от однофамильцев, называли его Гуцевичем. Это подтверждается записью о крещении его дочери, в которой он назван Симоном Гуцевичем (Simonis Gucewiczas). Фамилию Стуока Лауринасу Стуоке-Гуцявичюсу по ошибке добавили позднейшие историографы.
Учился в школах в Купишках, Полавене (Palėvenė), в пиарской школе в Поневеже. В 1773 году в Вильне вступил в миссионерский монастырь. В 1773—1775 годах в Виленском университете (в то время Главная школа Великого княжества Литовского (Schola Princips Magni Ducatus Lithuaniae) изучал математику у Францишека Норвайша и архитектуру у Мартина Кнакфуса. Затем в 1776—1777 годах совершенствовался в Риме.
По возвращении преподавал математику в Виленской семинарии. В 1778 году вступил в масонскую ложу. Вместе с епископом Игнацием Массальским (Ignacy Jakub Massalski, Ignotas Jokūbas Masalskis) путешествовал по городам Европы. Полтора года в Париже слушал лекции по архитектуре Жак-Жермена Суффло и Клода Леду (1778—1780).
По возвращении в 1781 году занимался проектированием и перестройкой дворца епископа Масальского в Верках (Verkiai) под Вильной.
В 1789 году Сейм присвоил ему дворянский титул.
В 1789—1794 годах преподавал военную инженерию и картографию в Литовской школе инженерного корпуса при Главной школе.
В 1793—1794 и 1797—1798 годах преподавал в Главной школе; с 1793 года профессор. Участвовал в восстании 1794 года под руководством Тадеуша Костюшко. Командовал организованной им же гражданской гвардией в Вильне.

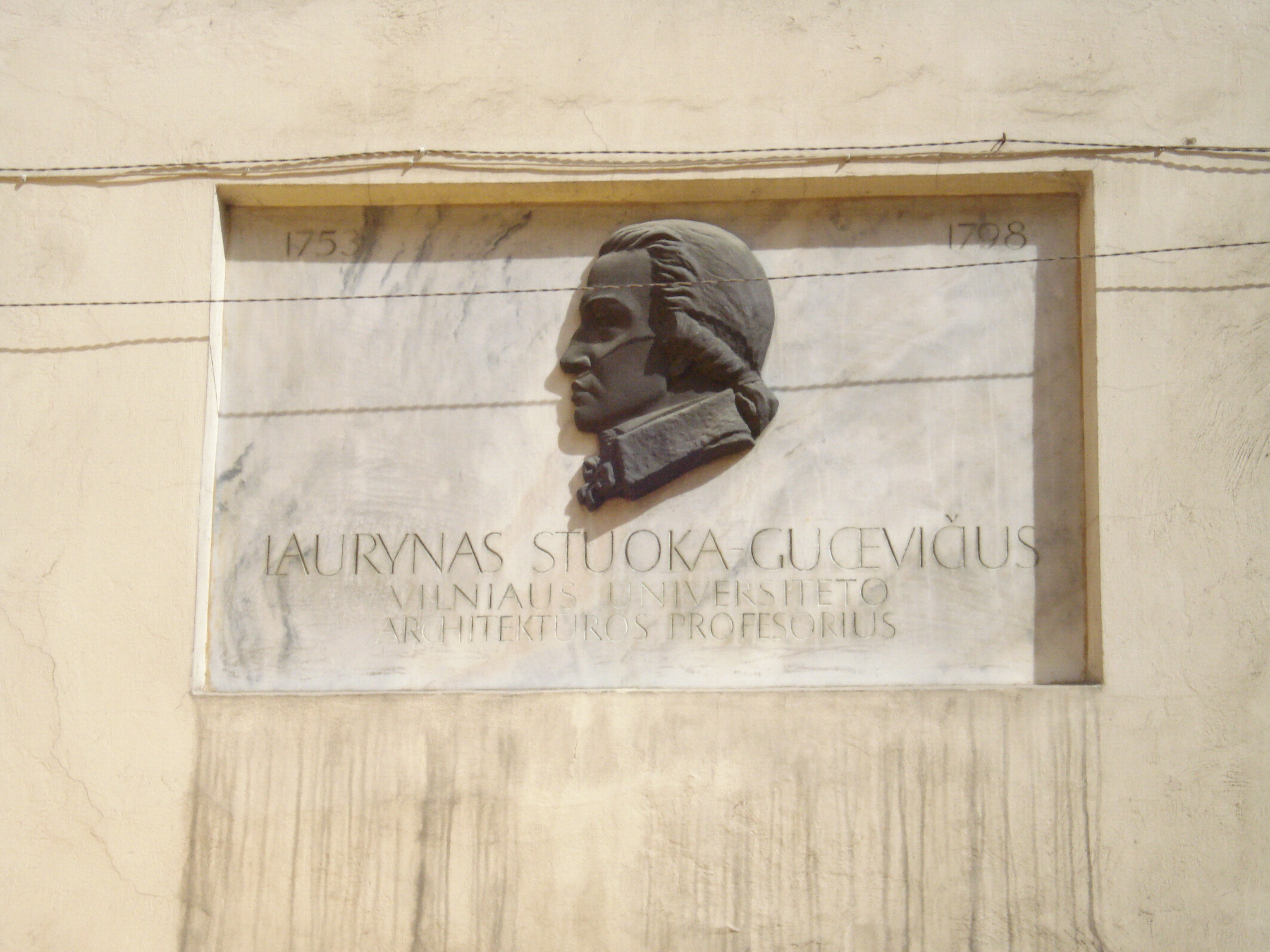
Константинас Богданас. Мемориальная доска во дворе Гуцявичюса

Похоронен на кладбище при костёле Святого Стефана на улице Гяляжинкялё (Geležinkelio g. 39; у южной стены костёла; с 1865 года кладбище закрыто). Место захоронения утрачено. На стене костёла в 1998 году установлена мемориальная плита с портретным барельефом (скульптор Йонас Норас Нарушявичюс, архитектор Витаутас Заранка).
По другим сведениям, похоронен был на кладбище Расу, однако сведения о местоположении могилы утрачены.
Имя архитектора носит улица в Вильнюсе и площадь в Купишкисе, где установлен памятник скульптору, а также один из дворов ансамбля Вильнюсского университета.

## Творчество
Архитектор творил в стиле классицизма. Для него характерны строгость композиционных решений и монументальных форм:
- Кафедральный собор Св. Станислава в Вильне (1777—1801)

По проекту сохранялись ценные элементы архитектуры собора, здание обрело формы классицизма. Для симметрии с капеллой Святого Казимира в северо-восточном углу пристроена новая ризница с куполом. Радикально изменён главный западный фасад: возведены по углам две новые капеллы и портик с шестью колоннами дорического ордера. Старые и новые капеллы объединены новыми наружными стенами и общей кровлей. Колонны вдоль боковых фасадов связывают здание в целое. В сохранённой внутренней структуре заново декорированы своды нефов.
- Ратуша в Вильне (1786—1799)

По проекту в новом здании использовались часть прочных стен и подвалы старого здания. Сравнительно не высокое квадратное в плане здание со строгими пропорциями и симметрией классических форм. Главный фасад, обращённый к Ратушной площади украшает значительно выступающий вперёд портик с шестью колоннами дорического ордера и невысоким треугольным фронтоном.

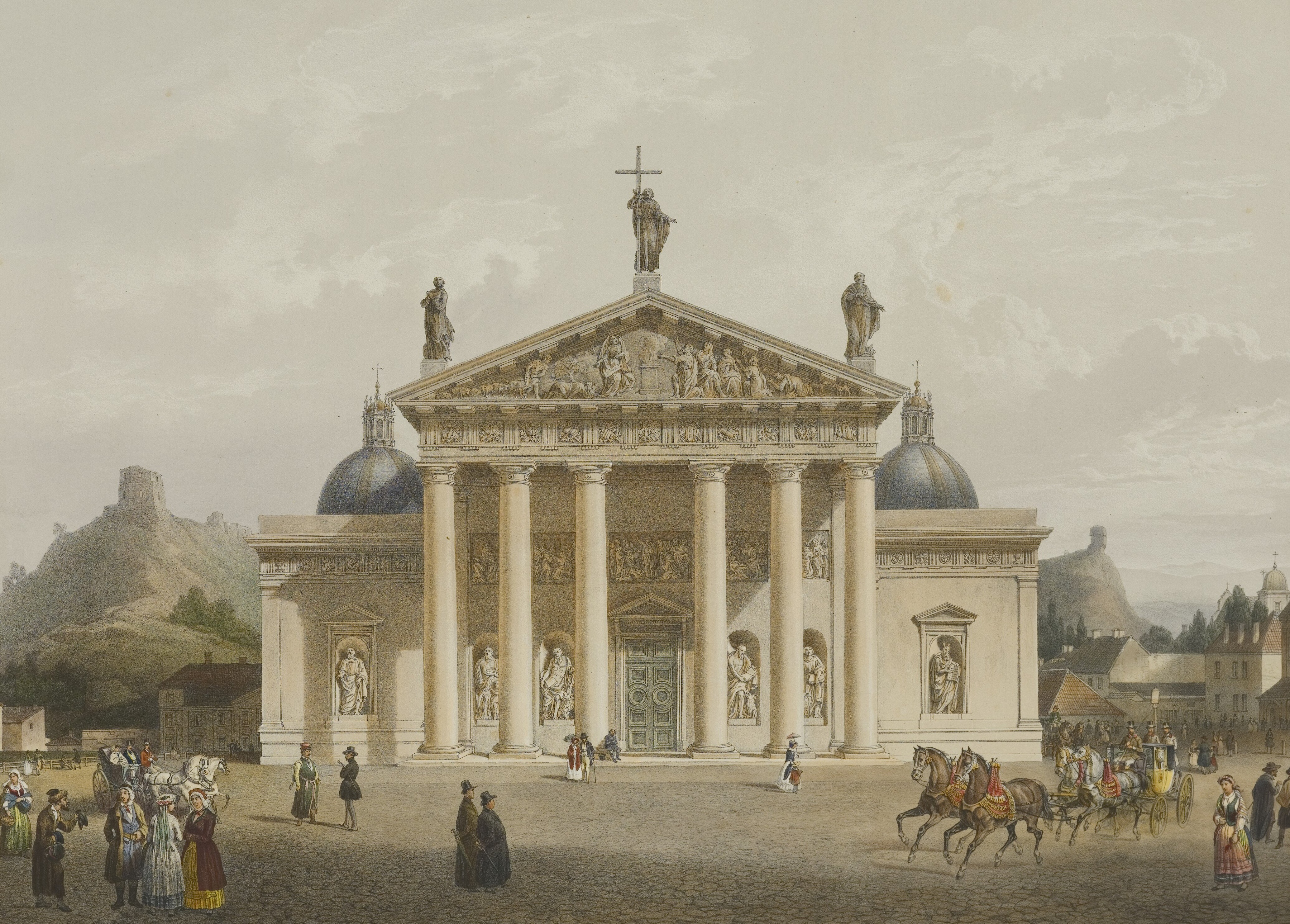
В. С. Садовников. Кафедральный собор Св. Станислава. 1847
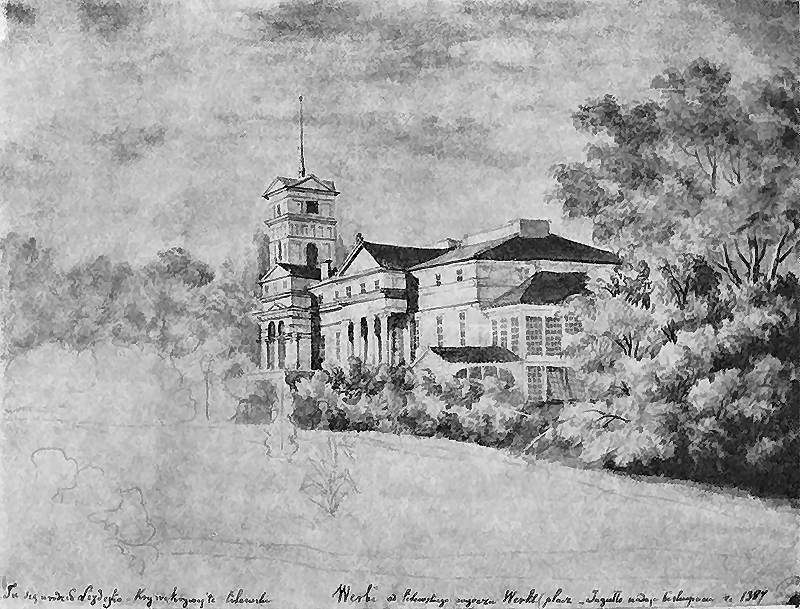
Наполеон Орда. Дворец в Верках. 1877
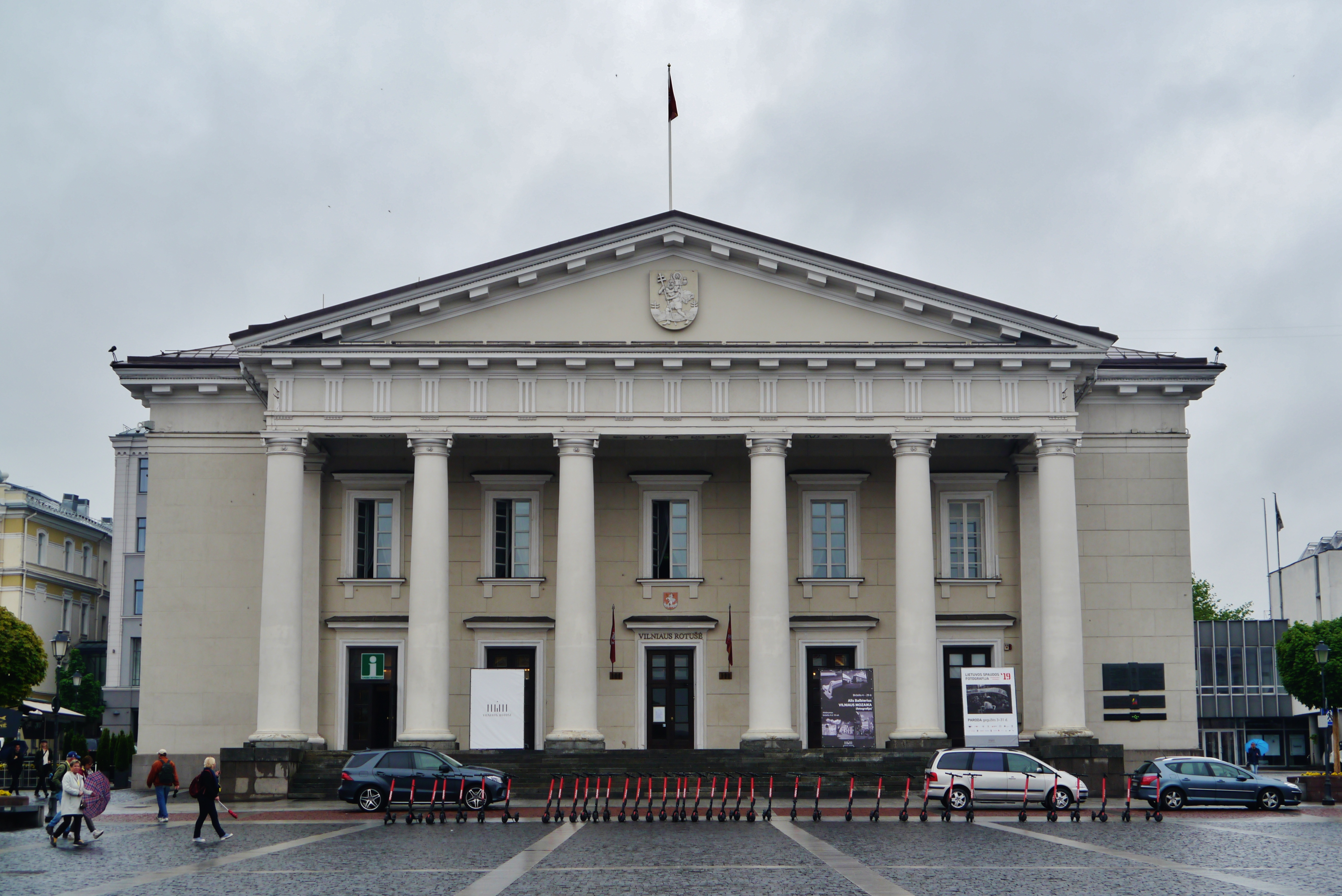
Ратуша в Вильнюсе (современный вид)
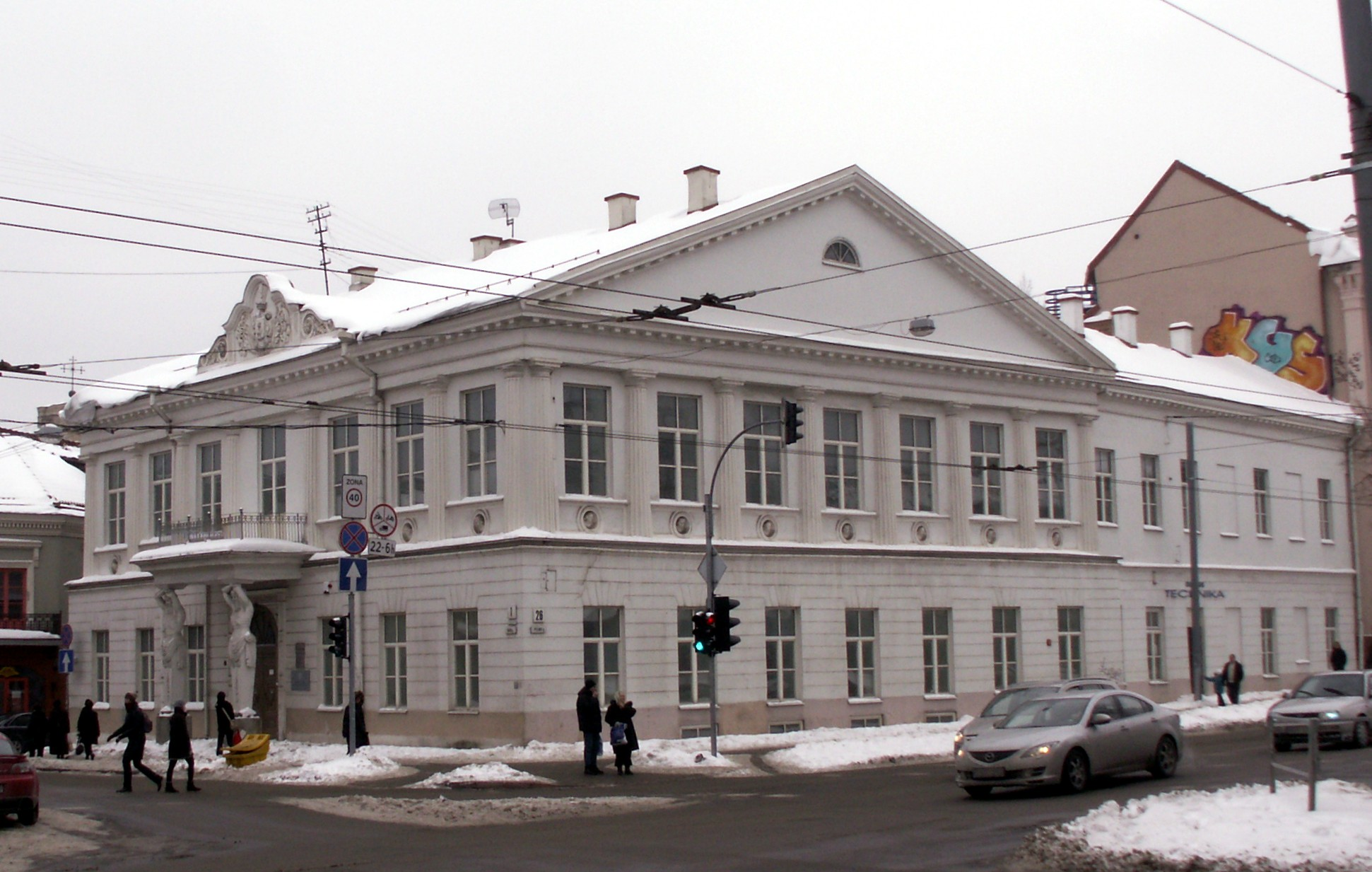
Дворец Тышкевичей (современный вид)

- проект дворцового ансамбля в Верках (Веркяй) под Вильной (после 1780 года; осуществлен частично)
- проекты перестроек дворцов вельмож в Вильне и окрестностях; в частности, реконструкция в стиле позднего классицизма дворца Тышкевичей в 1783 году (историк Тересе Дамбраускайте утверждает, что сведения о том, что Стуока-Гуцявичюс реконструировал здание, не находят документального подтверждения[5])